# Явапаї

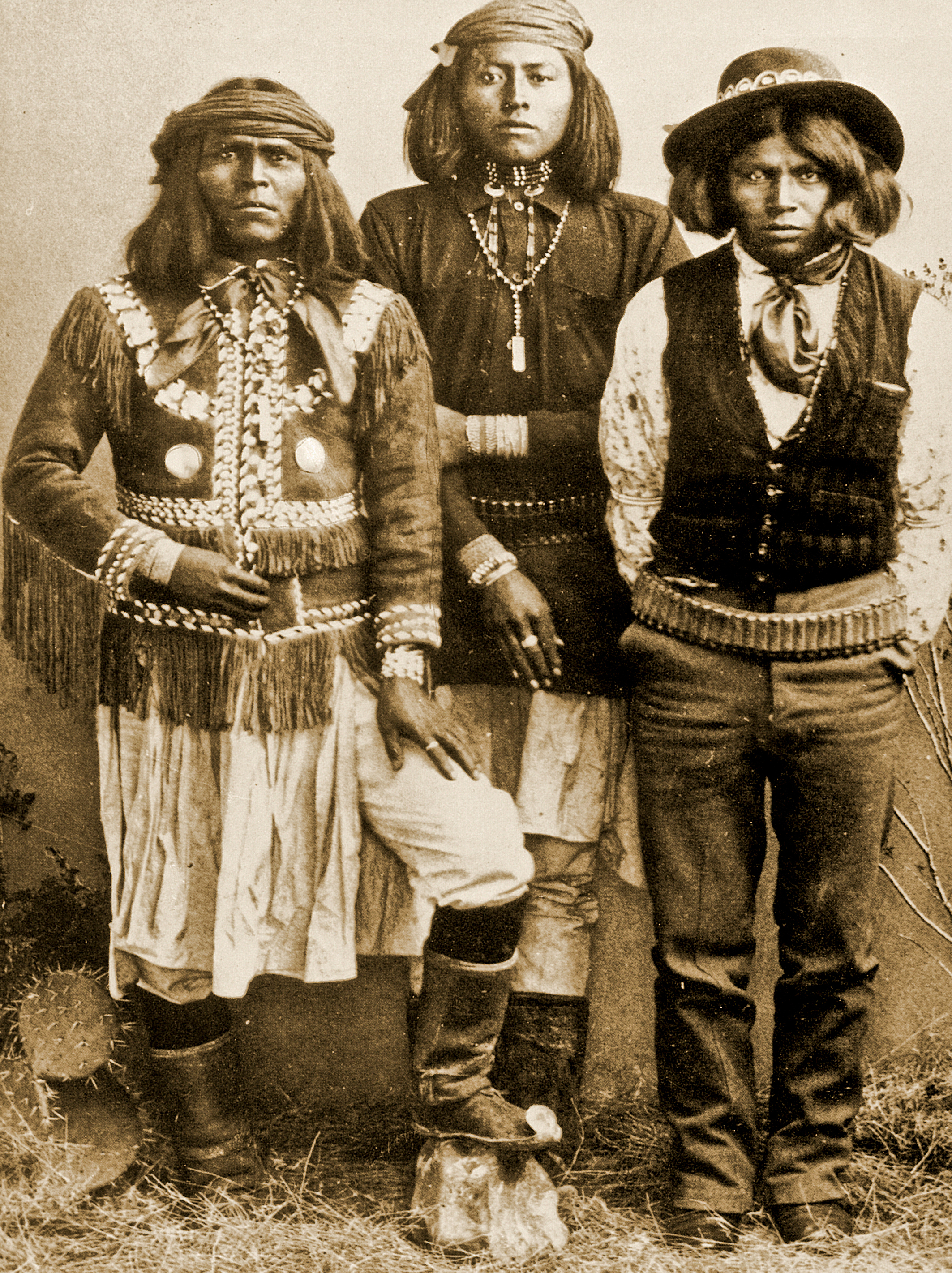
Фото індіанців племені явапаї

Явапаї (англ. Yavapai), також хуалапаї (Hualapai — індіанське плем'я, корінний американський народ Південного Заходу, яке живе на території штату Аризона. Історично явапаї — буквально «люди сонця» (від Enyaava «сонце» + паай «люди») — були поділені на чотири географічні групи, які ідентифікувалися як окремі незалежні народи: Ɖulv G'paaya, або західні Явапаї; Яавпе', або північно-західний Явапаї; Gwev G'paaya, або південно-східні Явапаї; і Wiipukpaa, або північно-східні Явапаї — Verde Valley Yavapai.
Ще однією групою народності явапаї, якої більше не існує, були мавкваррпаа (Mađqwarrpaa) або «Люди пустелі». Вважається, що його жителі змішалися з народами Мохаве та Квечани. Явапаї мають багато спільного зі своїми мовними родичами на півночі, хавасупай та хуалапай. Американські поселенці часто приймали явапаї за апачів, називаючи їх «мохаве-апачі», «юма-апачі» або «тонто-апачі».
До 1860-х років, коли поселенці почали пошуки золота в цьому районі, явапаї займали територію приблизно 20 000 миль² (51800 км²), межуючи з вершинами Сан-Франциско на півночі, горами Піналено та горами Мазацал на південному сході та річкою Колорадо на захід, і майже до річки Гіла та річки Солт на південь.
Відповідно до племінної історії створення, Явапаї вірять, що їхній народ виник «на початку», або «багато років тому», коли «або дерево, або рослина кукурудзи проросли з землі в тому, що зараз є Монтесума-Велицею, привівши Явапаї до світ». Більшість археологів сходяться на думці, що явапаї походять від патайських груп, які мігрували на схід із регіону річки Колорадо, щоб стати гірськими юманами. Археологічні та лінгвістичні дані свідчать про те, що вони відокремилися і розвинулися як явапаї десь близько 1300 року.